# 苏查塔·庄斯里
苏查塔·庄斯里（羅馬化：Suchata Chuangsri，2003年9月20日—），又称奥帕尔·苏查塔（羅馬化：Opal Suchata），昵称Opal，是出生于普吉岛的泰国选美皇后。

## 早年经历
苏查塔出生于2003年9月20日，是塔内·唐卡呐（Thanet Donkamnerd）和素帕特拉·庄斯里（Supattra Chuangsri）的女儿。苏查塔的家人在普吉岛塔廊县经营着Home Place Hotel酒店企业的家族生意。

## 教育程度
苏查塔在科中杰学校（Kajonkietsuksa）完成小学和初中的学习，高中毕业朱拉隆功大学附属学校。目前，苏查塔在泰国法政大学政治学学院BIR（国际项目）学习政治和国际研究领域。

## 选美经历

### 2021年拉达那哥欣小姐
苏查塔进入了第一阶段的拉达那哥欣小姐选美比赛，但没有获得冠军头衔。

### 2022年泰国环球小姐
苏迦塔参加了2022年泰国环球小姐，是该届最年轻的参赛者。在总共30名参赛者中，她获得了殿军的及“自然美小姐”特别奖，但后来由于前季军因无法履行职责被主办方取消资格而晋升为季军。